# Volo Piedmont Airlines 349
Il 30 ottobre 1959 il volo Piedmont Airlines 349, operato da un Douglas DC-3, si schiantò sul monte Bucks Elbow vicino a Crozet, in Virginia, uccidendo l'equipaggio di tre persone e tutti i ventiquattro passeggeri, tranne uno. L'unico superstite, Ernest P. Bradley, rimase gravemente ferito e giacque a terra vicino ai rottami, ancora legato al sedile.
Il relitto del velivolo rimase su quella montagna almeno fino al 2002.

## L'aereo
L'aereo dell'incidente, denominato Buckeye Pacemaker, era registrato come N55V e aveva come numero di costruzione 20447. L'aereo aveva precedentemente volato con Meteor Air Transport come N53593, per poi essere venduto alla Piedmont Airlines nel dicembre 1956.

## L'incidente
L'aereo era in fase di avvicinamento con un sistema di atterraggio strumentale (ILS) all'aeroporto di Charlottesville-Albemarle dopo essere decollato dall'aeroporto nazionale di Washington. Durante una virata in fase di entrata, l'aereo si schiantò contro il monte Bucks Elbow a 2.600 piedi (790 m).

## L'indagine
Le successive indagini stabilirono che le cause dell'incidente furono:

## L'opinione opposta
L'Air Line Pilots Association condusse le proprie indagini, giungendo a una conclusione molto diversa. Piuttosto che perdere una svolta durante il volo, il pilota e il copilota, secondo l'ALPA, potrebbero essere stati fuorviati da radiofari difettosi. Il rapporto dell'ALPA, citando numerosi casi di segnali intermittenti al radiofaro dell'aeroporto di Charlottesville, rilevò che il radiofaro di un campo privato a Hagerstown, nel Maryland, avrebbe potuto sovrapporsi e causare la collisione con la montagna.